# César Vallejo
César Abraham Vallejo Mendoza (Santiago de Chuco, 16 marzo 1892 – Parigi, 15 aprile 1938) è stato un poeta e scrittore peruviano.

## Biografia
César Abraham Vallejo Mendoza nacque a Santiago de Chuco, un villaggio andino del Perù. Fu il minore di undici figli e studiò all'Università Nazionale di Trujillo. Il poeta interruppe varie volte gli studi per lavorare in una piantagione di canna da zucchero, dove si rese conto di come venivano sfruttati i contadini; insieme al periodo di contatto con la realtà della miniera di Quiruvilca, da cui trasse il libro Tungsteno, furono le esperienze che più influirono sulla sua visione sia politica che estetica. Vallejo si laureò in lettere nel 1915.
Entra in contatto con la bohème di Trujillo, ed in particolare strinse molto i rapporti con Antenor Orrego, Abraham Valdelomar, Víctor Raúl Haya de la Torre.
Più tardi, nel 1917, si trasferì a Lima, dove lavorò come insegnante nel Colegio Barros prima e poi nel Colegio Guadalupe, e dove si avvicinò ai membri della sinistra intellettuale limeña come José Carlos Mariátegui, futuro fondatore del Partito comunista peruviano, e Abraham Valdelomar. Dopo una serie di difficoltà riuscì a pubblicare il suo primo libro di poesie Los heraldos negros, di cui la sua prima moglie Maria Rosa Sandoval fu musa ispiratrice e in cui si intravedono già alcune caratteristiche del suo linguaggio poetico e del modernismo. Sua madre morì nel 1920 e dopo essere tornato a Santiago de Chuco, Vallejo viene accusato -ingiustamente- d’avere istigato l’incendio di una casa del popolo e venne imprigionato per 105 giorni. Grazie alle numerose proteste levatesi dagli ambienti culturali, il poeta uscì di carcere con una libertà provvisoria e il processo in realtà non si chiuse mai. L'intera vicenda per Vallejo era dovuta a ragioni politiche, infatti, egli era già a fianco dei movimenti socialisti, avvicinandosi a quelli che poi sarebbero confluiti, dal 1924, nell’Alleanza Popolare Rivoluzionaria Americana. "Oh le quattro pareti della cella./ Oh, le quattro pareti di bianco/ che senza scampo danno lo stesso numero." scrive Vallejo in un frammento su Trilce.
Dopo aver pubblicato Trilce nel 1923 e perso il posto di insegnante a Lima, il poeta infatti emigrò in Europa, senza fare più ritorno in Perù.  Anni dopo, in Europa, egli sapeva di non poter più tornare in patria.
Gran parte del periodo in Europa lo trascorse a Parigi, ma visse anche per del tempo a Madrid, e intraprese tre viaggi in Russia, in cui poté entrare in contatto con la rivoluzione. 
I primi anni parigini furono caratterizzati da ristrettezze economiche, che a volte lo portarono anche a dormire all'aperto. Inizia la sua amicizia con Juan Larrea, Vicente Huidobro ed entra in contatto con Tristan Tzara, Jean Cocteau e Pablo Neruda. A questa prima parte della sua permanenza parigina, tra il 1923 e il 1929 risalgono la stesura del saggio Contra el secreto profesional e il progetto del racconto a tema incaico Hacia el reino de los Sciris, pubblicati postumi. Questa produzione esigue è legata al fatto di essere impegnato a produrre articoli per quotidiani e riviste, per guadagnarsi da vivere. Nel 1927 conosce Georgette Marie Philippart Travers, una ragazza di 18 anni che viveva con sua madre in un appartamento di fronte all'ospedale dove lui si curava, con cui inizierà a convivere nel medesimo appartamento nel 1929 e che sposerà con rito civile nel 1934. 
In Spagna fu testimone della deposizione dei Borboni e l'inaugurazione della Seconda Repubblica spagnola, fu in contatto con figure importanti del panorama letterario e politico spagnolo come Federico García Lorca, Miguel de Unamuno, Rafael Alberti, José Bergamín e Gerardo Diego. Nel 1937 la delusione per la caduta della Repubblica e l'orrore prodotto dalla Guerra civile spagnola, lo porterà a scrivere España, aparta de mí este cáliz (Spagna, allontana da me questo calice, Liguori 2016)
Dai primi due viaggi in Russia, ricavò il libro di cronache Rusia en 1931. Reflexiones al pie del Kremlin (Madrid, 1931) e Rusia ante el segundo plan quinquenal (terminato nel 1932, ma pubblicato solo nel 1965 postumo) e il saggio El arte y la revolución. Quest'ultimo, per il suo carattere apertamente a sostegno del comunismo, non trovò editori in Spagna e fu pubblicato solo nel 1974 a Lima. 
Nel 1937 Vallejo e Neruda fondarono in Spagna il Gruppo Ispanoamericano di Aiuto alla Spagna in piena Guerra Civile. 
A Parigi morì ad aprile del 1938, come profetizzava nei suoi versi "Morirò a Parigi mentre fuori piove / in un giorno del quale ho già il ricordo"  raccolti in Pietra Nera. Il 24 Marzo fu infatti ricoverato per un male sconosciuto (che più tardi si seppe essere stato un accesso di malaria) e dopo circa 20 giorni di ricovero, morì. Dalle circostanze intorno alla sua morte Roberto Bolaño si ispirò liberamente per la stesura di Monsieur Pain, rappresentando esse la morte dei poeti (ma anche degli eretici, degli anticonformisti) consumata nel silenzio e la fine di una epoca. 
Fu imbalsamato e dapprima sepolto a Montrouge, poi successivamente, nel 1970, nel cimitero di Montparnasse per volere della sua vedova Georgette.

## Critica
Alcune sue opere possono considerarsi dei successi editoriali come Rusia en 1931 (tre edizioni in quattro mesi) e in parte Trilce, che trovò pubblicazione sia in Perù nel 1922 che in Spagna nel 1931, mentre altre incontrarono notevoli difficoltà di pubblicazione, come per esempio i testi teatrali Lock out  e Moscù contra Moscù (o Entre las dos orillas corre el rìo) e i gli altri saggi politici per il loro carattere marxista e rivoluzionario, oppure il libro per bambini Paco Yunque, ritenuto eccessivamente triste.
Trilce in un primo momento fu accolto tiepidamente dalla critica, tuttavia oggi è considerata una opera avanguardista di notevole caratura. Vallejo abbraccia l'ultraismo esaltando la metafora e l’ambiguità dei versi e portando la lingua spagnola a limiti inauditi: inventa parole, forza la sintassi, impiega scrittura automatica e altre tecniche utilizzate poi dai movimenti Dada e Surrealisti, anticipando il rinnovamento del linguaggio lettererario che successivamente verrà collaudato da Vicente Huidobro nel suo Altazor (1931) e James Joyce in Finnegans Wake (1939). Fu una rottura con la tendenza del passato letterario, polverizzando norme estetiche e retoriche, e riflette la poetica personale di Vallejo, come egli stesso spiega in El arte y la revolución. In Trilce sono utilizzati neologismi (il titolo stesso ne è esempio), arcaismi, regionalismi, cultismi, vengono utilizzati tutti i registri di linguaggio e si utilizzano ampiamente figure retoriche come paradosso, prosopopea, iperbole, sinestesia. È una raccolta di poesie molto intima, in cui confluiscono tre eventi che hanno segnato la vita del poeta, la morte della madre, l'esperienza del carcere e l'amore perduto (verosimilmente María Rosa Sandoval, morta di tisi nel 1918, o Otilia Vilanueva, quindicenne figlia di un collega del Colegio Barros a cui si rivolge nelle poesie come lavandaia dell’anima). .
La ricerca di un nuovo linguaggio era iniziata con la sua prima opera, Los heraldos negros, considerata da Mariategui "l'inizio della poesía peruviana, in senso indigenista". Tra i versi si esprimono i vissuti profondi negli accadimenti quotidiani, la vita familiare e di paese, il paesaggio bucolico e idilliaco, esprimendosi comunque secondo il gusto modernista allacciandosi a figure come Rubén Darío e Julio Herrera y Reissig. La opera ebbe una buona ricezione critica nell'ambiente intellettuale peruviano, invece nell'ambiente spagnolo, in particolare da parte di Miguel de Unamuno, fu oggetto di burla una immagine ritenuta fondante della sua poetica innovativa: «... sono i crepitii di un pezzo di pane che alla porta del forno viene a bruciarsi», dimostrando l'attrito e la rigidità retorica della letteratura spagnola davanti a questo nuovo linguaggio, capace di estrarre il profondo dal quotidiano, perfino dalla realtà domestica.
In El arte y la revolución inizia a riflettere sulla creazione di una estetica marxista lontana dai dogmi e dalle necessità rivoluzionarie. Vallejo distingue dunque l'arte borghese capitalista e l'arte proletaria bolscevica, forme di espressione di classe, finalizzate agli interessi rispettivamente dell'imperialismo capitalista e della rivoluzione bolscevica. Non lesina per questo motivo critiche a Majakovskij, definito fabbricante di versi sous commande, freddi e morti, di arte basata su formule e non sulla sincerità affettiva e personale. Per Vallejo, Majakovskij scrisse versi sprovvisti di calore ardente e toccante, ma invece generati da una trazione esteriore e meccanica, da un riscaldamento artificiale; lo declassa dunque da poeta a semplice spirito rappresentativo della sua epoca e del suo ambiente.
L'arte socialista ha dunque la necessità di andare al di là degli interessi di classe e delle congiunture storiche, tendendo all'universalità e alla longevità. Mette in atto questa poetica protesa alla creazione di un'arte socialista nei Poemas humanos (1939) e in España, aparta de mí este cáliz (1939).

## Opere

### Poesia
- Los heraldos negros (1918)
- Trilce (1922)
- Poemas humanos (1939)
- España, aparta de mí este cáliz (1939)

### Teatro
- Mampar
- Les taupes (1929, in francese)
- Lock-Out (1930, in francese)
- Entre las dos orillas corre el río
- Colacho hermanos o Presidentes de América (1934)
- La piedra cansada (1937)

### Narrativa
- Escalas melografiadas (1923)
- Fabla Salvaje (1924)
- Hacia el reino de los Sciris (1928)
- El tungsteno (1931)
- Paco Yunque

### Saggi
- Rusia en 1931. Reflexiones al pie del Kremlin (Madrid, 1931)
- Rusia ante el segundo plan quinquenal
- Contra el secreto profesional
- El arte y la revolución

## Traduzioni in italiano
- Opera poetica completa, traduzione di Roberto Paoli, a cura di Roberto Paoli e Antonio Melis, Edizioni Gorée, 2008
- Pietra nera e altre poesie, traduzione e cura di Piera Mattei, Pistoia, Via del Vento, 2011
- Favola selvaggia, traduzione di Raul Schenardi, Edizioni Arcoiris, 2014
- Il tungsteno (El tungsteno, 1931), traduzione di Delia Ana Fanego, Roma, Savelli, 1976;  "Tungsteno", traduzione di Francesco Verde, Roma, Sur, 2015
- Guerra Verticale, traduzione di Luigi Marfè e Marino Magliani, Cagliari, Arkadia, 2018
- Spagna, allontana da me questo calice, traduzione di Giorgia Delvecchio, Napoli, Liguori, 2016
- Paco Yunque, traduzione di Marino Magliani, Riccardo Ferrazzi, Sanremo, Lo studiolo, 2017
- Il Monarca d'ossa, traduzione di Giulio Mariani, Borgomanero, Giulio Ladolfi Editore, 2014
- Antologia, traduzione di Milton Fernandez, Milano, Rayuela Edizioni, 2019
- CI sono colpi nella vita, così forti... Io non so